# Ukraina na Zimowej Uniwersjadzie 2009
Ukrainę na Zimowej Uniwersjadzie 2009 w Harbinie reprezentowało 73 zawodników.

## Medale

### Złoto
- Ołeh Bereżnyj – biathlon, bieg pościgowy

### Srebro
- Ołeh Bereżnyj – biathlon, sprint
- Marija Łosewa, Maryna Lisohor, Tetiana Zawalij – biegi narciarskie, sztafeta kobiet

### Brąz
- Ałła Beknazarowa, Wołodymyr Zujew – łyżwiarstwo figurowe, pary taneczne
- Maryna Lisohor – biegi narciarskie, sprint
- Serhij Semenow – biathlon, bieg indywidualny
- Ludmyła Żyber, Wałentyna Szestak, Anton Junak, Ołeksandr Kołos – biathlon, sztafeta mieszana

## Kadra

### Łyżwiarstwo figurowe
- Ałła Beknazarowa
- Nadeżda Frołenkowa
- Mychajło Kasało
- Kateryna Kostenko
- Kateryna Projda
- Witalij Sazoneć
- Hanna Szepełenko
- Roman Tałan
- Wołodymyr Zujew

### Short track
- Ievgen Gutenov
- Oleksiy Koshelenko
- Serhyi Lifyrenko
- Dmytro Poltavets

### Łyżwiarstwo szybkie
- Julija Czubenko
- Tetiana Horszecznikowa
- Dmytro Hrybań
- Iłła Jurczyszyn
- Hanna Płetenećka

### Narciarstwo alpejskie
- Wsewołod Dihtiar
- Kateryna Dołha
- Serhij Dołhyj
- Rostysław Feszczuk
- Iryna Hamowa
- Bohdana Maćoćka

### Biegi narciarskie
- Iwan Biłosiuk
- Myrosław Biłosiuk
- Ihor Jakymenko
- Wasyl Kowal
- Mykoła Krywczenko
- Maryna Lisohor
- Marija Łosewa
- Andrij Maszko
- Hałyna Mychniuk
- Tetiana Mychniuk
- Rusłan Perechoda
- Ołeksij Szwydkyj
- Kateryna Smirnowa
- Kateryna Cyselśka
- Tetiana Zawalij

### Skoki narciarskie
- Jarosław Dysko
- Nazarij Prokopiuk
- Ihor Sołtowśkyj

### Kombinacja norweska
- Witalij Kazmiruk
- Wasyl Żurachiwśkyj
- Wadym Żywyło

### Snowboard
- Wiktorija Bałan
- Maksym Demydenko
- Oksana Dmytryw
- Pawło Grycenko
- Julija Hreczyn
- Hałyna Hreczyn
- Jarosław Klimentowśkyj
- Wołodymyr Stipachno

### Biathlon
- Ołeksandr Batiuk
- Ołeh Bereżnyj
- Hanna Frołowa
- Nina Karasewycz
- Witalij Kilczyćkyj
- Ołeksandr Kołos
- Switłana Krykonczuk
- Hanna Kułak
- Wałerij Mohylenko
- Artem Pryma
- Ludmyła Pysarenko
- Serhij Semenow
- Wałentyna Szestak
- Inna Suprun
- Andrij Wozniak
- Anton Junak
- Ludmyła Żyber

### Narciarstwo dowolne
- Roman Czekunow
- Serhij Łysianśkyj